# Fritz Fischer
|  | Aquest article tracta sobre l'historiador. Si cerqueu el metge de la Schutzstaffel, vegeu «Fritz Fischer (metge SS)». |

Fritz Fischer (Ludwigsstadt, Baviera, 5 de març de 1908 – 1 de desembre, de 1999) fou un historiador alemany, principalment conegut per la seua anàlisi de les causes de la Primera Guerra Mundial.

## Biografia
Era fill d'un inspector de ferrocarrils. Educat en escoles de gramàtica d'Ansbach i Eichstätt, Fischer v assistir a la Universitat de Berlín i a la Universitat d'Erlangen, on estudià historia, pedagogia, filosofia i teologia. Es va adscriure políticament a l'extrema dreta (Bund Oberland), unint-se a les SA nazis en 1933, i al partit nazi en 1937. En 1942, Fischer es va casar amb Margarete Lauth-Volkmann, amb la qual va tenir dos fills. Va servir en la Wehrmacht en la Segona Guerra Mundial. Després del seu alliberament d'un camp de presoners en 1947, Fischer es va convertir en professor de la Universitat d'Hamburg, on va romandre fins a la seua jubilació en 1978. En 1949, en el primer congrés d'historiadors alemanys de postguerra, en Múnic, Fischer va criticar fortament la tradició luterana de glorificar l'estat a costa de les llibertats individuals, que en la seua opinió va ser una de les causes que van dur a l'establiment del règim nazi.
En 1961, Fischer, que havia aconseguit el rang de full professor en la seua universitat, va impactar la professió amb el seu primer llibre des de la postguerra, Griff nach der Weltmacht: Die Kriegzielpolitik des kaiserlichen Deutschland 1914–1918 (publicat en anglès com Germany's Aims in the First World War), en el qual argumenta que Alemanya havia instigat deliberatament la Primera Guerra Mundial en un intent d convertir-se en una potència mundial. Per a la major part dels alemanys d'eixe moment, era acceptable creure que Alemanya havia causat la Segona Guerra Mundial, però no la Primera, que era vista encara àmpliament com una guerra en la qual Alemanya s'havia vist forçada a involucrar-se
Fischer va sr el primer historiador alemany a publicar documents que mostraven que el canceller alemany Theobald von Bethmann Hollweg havia desenvolupat plans en 1914 per a annexionar tot Bèlgica, part de França i part de la Rússia europea. Más encara, Fischer suggeria que h va haver una continuïtat entre els propòsits de la política exterior alemanya des de 1900 fins a la Segona Guerra Mundial, cosaque implicava que Alemanya seria responsable d'ambdues guerres mundials. Aquestes idees es van desenvolupar més encara en els seus últims llibres Krieg der Illusionen (Guerra d'Il·lusions), Bündnis der Eliten (traduït en anglès com From Kaiserreich to Third Reich) i Hitler war kein Betriebsunfall (traduït a l'anglès com Hitler Was No Chance Accident).
Fischer va ser el primer historiador alemany a proposar la versió negativa de la interpretació "Sonderweg" o "senda especial"' de la història alemanya, que sosté que la forma que la cultura i la societat alemanya es van desenvolupar des de la Reforma protestant del segle xvi (o des d'un moment posterior, com l'establiment del Segon Reich en 1871) culminava inexorablement en el Tercer Reich. Per a Fischer, mentre la societat alemanya del segle xix s'industrialitzava i desenvolupava econòmicament, no ho va fer políticament. Segons Fischer, la política exterior alemanya abans de 1914 estava principalment motivada pels esforços de l'elit reaccionària alemanya per distraure l'opinió pública de la seua tendència a votar ls socialdemòcrates; i convertir a Alemanya en la major potència mundial, a costa de França, Anglaterra i Rússia. Más encara, la mateixa elit alemanya que havia provocat la Primera Guerra Mundial també va provocar el fracàs de la República de Weimar que va dur al triomf del nazisme. Aquesta elit tradicional alemanya, segons l'anàlisi de Fischer, estava dominada per una ideologia racista, imperialista i capitalista no diferent de les creences nazis. Per aquesta raó, Fischer denomina a Bethmann-Hollweg el "Hitler de 1914".

## Crítiques
Fischer va causar una profunda controvèrsia amb els seus llibres, particularment a l'Alemanya Occidental. Els seus arguments van causar tanta animadversió que les oficines del seu editor a Hamburg van ser objecte d'un atemptat amb bomba. Les seues obres van inspirar altres historiadors, com Gerhard Ritter, a escriure llibres i articles en resposta directa a la seua tesi sobre la responsabilitat de la guerra.
Alguns crítics indiquen que Fischer situa Alemanya fora del context històric propi. Alemanya no era l'única potència agressiva d'entre les nacions europees de començaments del segle xx, un temps en el qual les idees darwinistes de supervivència del més fort eren populars entre els cercles governants europeus. La línia de temps de Fischer ha estat també criticada per inexacta. El "Programa de setembre" de Hollweg que remarca el desig de guerra d'Alemanya, no es produeix fins que la guerra ha començat, en un moment que Alemanya encara està desenvolupant-la amb èxit. Al mateix temps, altres potències havien traçat plans d'una grandiositat similar.
Després de la mort de Fischer en 1999 s'ha revelat que havia enganyat el públic sobre la seua proximitat al règim nazi (havia negat ser un seguidor nazi). S'ha comprovat que després de la Primera Guerra Mundial va ser membre dels Freikorps (unitats paramilitars d'extrema dreta) durant alguns anys ("Bund Oberland"). En 1933 es va afiliar a les SA i en 1937 al NSDAP.

## Obres
- Moritz August von Bethmann-Hollweg und der Protestantismus, 1938.
- Ludwig Nikolvius: Rokoko, Reform, Restauration, 1942.
- Griff nach der Weltmacht: die Kriegszielpolitik des Kaiserlichen Deutschland, 1914–18, 1961.
- Krieg der Illusionen: Die deutsche Politik von 1911 bis 1914, 1969.
- Bündnis der Eliten: Zur Kontinuität der Machstrukturen in Deutschland, 1871–1945, 1979.
- Hitler war kein Betriebsunfall: Aufsätze, 1992.